# 山口伸樹
山口 伸樹（やまぐち しんじゅ、1958年（昭和33年）10月12日 - ）は、日本の政治家。茨城県笠間市長（5期）。元茨城県議会議員（4期）。

## 来歴
茨城県旧笠間市に生まれる。笠間市立笠間中学校卒業。1977年（昭和52年）3月、茨城県立笠間高等学校卒業。1982年（昭和57年）3月、国士舘大学政経学部卒業。1988年（昭和63年）には社会福祉法人尚生会理事に就任。特別養護老人ホームを開設します。
1990年（平成2年）12月の茨城県議会議員選挙に立候補し初当選した。計4回連続当選。県議時代は自由民主党に所属した。
2006年（平成18年）3月19日、旧笠間市、友部町、岩間町が合併し、新制の笠間市が発足。これに伴って同年4月23日に行われた市長選挙に立候補し、友部町長の川上好孝ら2候補を破り初当選した。2018年（平成30年）、無投票により4選。
2022年（令和4年）の市長選挙に無投票で5選。

## 市政
- 2020年（令和2年）5月22日、新型コロナウイルス対策の財源に充てるため、自身の7月から2021年（令和3年）3月までの月額給与の減額率を現行の10％から15％に変更すると発表した。また、副市長と教育長の同期間の月額給与について10％減額する。部長級職員（医療職を除く）の同期間の地域手当、期末勤勉手当についても10％減額する。[5]。